# Joseph D. Novak
Joseph Donald Novak (nacido en 1932, en Lodz, Polonia) es un educador estadounidense, profesor emérito en la Universidad de Cornell e investigador científico senior en el Instituto de Cognición Humana y de Máquinas de Florida (IHMC). Es conocido por su desarrollo de la teoría del mapa conceptual en la década de 1970. Nacionalizado español desde 1980.

## Biografía
Joseph Novak se graduó de profesor en 1952 en la Universidad de Minnesota, completó su maestría en Ciencias de la Educación en 1954 en la Universidad de Minnesota y completó sus estudios de postgrado en Ciencias de la Educación y Biología de la Universidad de Minnesota en 1958.
Novak comenzó a enseñar biología en la Kansas State Teachers College en Emporia entre 1957 a 1959, cursos de formación del profesorado en la Universidad de Purdue entre 1959 y 1967. De 1967 a 1995, fue profesor de ciencias de la educación y biología en Universidad de Cornell. Desde 1998 es también Científico Senior Visitante (Visiting Senior Scientist) en la Universidad de West Florida, Institute for Human & Machine Cognition. También en la actualidad trabaja para la NASA, la Marina, la CIA, etc. Además, actúa como consultor para más de 400 escuelas, universidades y empresas, como Procter and Gamble, y la NASA, el Departamento de Marina y EPRI.
Ha recibido numerosos premios y distinciones, incluyendo un Doctorado Honorario por la Universidad del Comahue, Neuquén (Argentina) en 1998, doctor honoris causa por la Universidad Pública de Navarra en Pamplona (España) en 2002, doctor honoris causa por la Universidad de Urbino (Italia) en 2006, y el primer premio por sus contribuciones a la educación científica del Council of Scientific Society Presidents (Consejo de Presidentes de la Sociedad Científica).

## Trabajo
La investigación de Novak se centró en el aprendizaje humano, en los estudios de la educación y la representación del conocimiento. Ha desarrollado una teoría de la educación para guiar la investigación y la enseñanza, publicado por primera vez en 1977 y actualizado en 1998.
Su más reciente trabajo de investigación incluye estudios sobre ideas de los estudiantes en el aprendizaje y la epistemología, y los métodos para aplicar ideas y herramientas educativas (como mapas conceptuales) en entornos corporativos y programas de educación a distancia. Su reciente obra Learning, Creating, and Using Knowledge: Concept Maps as Facilitative Tools in Schools and Corporations (Routledge, 2010) incluye el desarrollo de mapas conceptuales como herramienta de aprendizaje, junto con CMapp, el uso de Internet y otros recursos, proporcionando un nuevo modelo para la educación.

## Publicaciones
Novak es autor o coautor de 27 libros y más de 130 capítulos de libros y artículos en libros y revistas profesionales. Una selección de libros:
- 1970. La mejora de la enseñanza de la biología. Indianápolis, Bobbs-Merrill.
- 1973. Un resumen de la investigación en educación en ciencias en 1972. Columbus: Ohio State University, Centro de Análisis de Información ERIC para la Ciencia, Matemáticas y Educación Ambiental.
- 1977. Una teoría de la educación. Ithaca, N.Y.: Cornell University Press, 1977.
- 1984. Aprender a aprender. Con D.B. Gowin. Cambridge: Cambridge University Press.
- 1988. Enseñanza de las CienciasparaEntendimiento. Con J. J. Mintzes y Wandersee. San Diego, CA: Academic Press.
- 1996. Aprendizaje Significativo TechnicasAplicaciones. Con Fermín M. González. Serie: Educación y Futuro # 18. Madrid: Ediciones Pedagógicas.
- 1998. El aprendizaje, creación y uso del conocimiento: mapas conceptuales como herramientas facilitadoras para escuelas y empresas. Mahwah, N.J.: Lawrence Erlbaum & Assoc.
- 2000. 'La evaluación de comprensión de la ciencia. Con J. J. Mintzes y Wandersee. San Diego, CA: Academic Press
- 2001. Los erroresConceptuales: Diagnóstico, Tratamiento Y Reflexiones. Con Fermín González y Ciriaco Morón. Pamplona, España: Ediciones Eunate.
- 2004. Los mapas conceptuales: Teoría, metodología, tecnología, Actas de la Primera Conferencia Internacional sobre Mapas Conceptuales, Pamplona, España (septiembre 14 hasta 17, 2004). Con A.J. Cañas, y Fermín González M. (Eds.). Editorial Universidad Pública de Navarra.